# Akak (Dzeng)
Pour les articles homonymes, voir Akak.
Akak est un village du Cameroun situé dans le département du Nyong-et-So'o et la région du Centre. Il fait partie de la commune de Dzeng.

## Population
En 1963, Akak comptait 219 habitants, principalement des Mbida-Mbani. Lors du recensement de 2005, on y a dénombré 265 personnes.